# Juan Cantacuceno (pincerna)
Juan Cantacuceno (en griego: Ἱωάννης Καντακουζηνός) fue gobernador del Thema Tracesiano entre 1244 y 1249, con los títulos de dux y pincerna. En 1249 dirigió una expedición enviada por el emperador Juan III Ducas Vatatzés contra los genoveses que habían invadido y tomado el control de Rodas durante la ausencia de su gobernador Juan Gabalas.
Hacia el final de su vida, Juan Cantacuceno se convirtió en monje, adoptando el nombre de Joanicio, y murió en algún momento antes de 1257.
El historiador Donald Nicol proporciona evidencia para apoyar la identificación de este personaje con Juan Cantacuceno Comneno Ángelo, quien era el esposo de Irene Comneno Paleólogo, hermana de Miguel VIII Paleólogo. Los hijos conocidos de esta pareja incluyen:
- Teodora, que se casó con Jorge Muzalon, y luego con Juan Raúl Peralifas;
- María, consorte de Constantino Tij;
- Ana, consorte de Nicéforo I Comneno Ducas;
- Eugenia, esposa de Sirgiano, y fue madre de Sirgiano Paleólogo; y
- Una posible quinta hija, que se casó con Teodoro Muzalón